# Lương Kính Đế
Lương Kính Đế (梁敬帝, 543–558), tên húy là Tiêu Phương Trí (giản thể: 萧方智; phồn thể: 蕭方智; bính âm: Xiāo Fāngzhì), tên tự Huệ Tương (慧相), tiểu tự Pháp Chân (法真), là một hoàng đế của triều đại Lương trong lịch sử Trung Quốc. Với thân phận là hoàng tử duy nhất còn sống của Lương Nguyên Đế, ông đã được tướng Trần Bá Tiên lập làm hoàng đế vào năm 555. Năm 557, Trần Bá Tiên đã buộc ông phải thiện nhượng cho mình, lập tra triều đại Trần. Năm 558, Trần Bá Tiên sát hại Lương Kính Đế.

## Bối cảnh
Tiêu Phương Trí sinh năm 544, trong thời gian trị vì của tổ phụ Lương Vũ Đế, còn cha Tiêu Dịch của ông khi đó có tước Tương Đông vương. Mẹ của ông là Hạ quý phi- thiếp của Tiêu Dịch. Ông là cửu tử của cha. Năm 549, Tiêu Phương Trí được phong là Hưng Lương hầu, song có lẽ là do cha ông sách phong do Kiến Khang năm đó đã thất thủ trước phản tướng Hầu Cảnh.
Năm 552, sau khi Tiêu Dịch đánh bại Hầu Cảnh và đoạt lấy hoàng vị, tức Nguyên Đế, ông ta đã sách phong cho Tiêu Phương Trí là Tấn An vương, và phong Hạ quý phi là Tấn An vương quốc thái phi. Năm 553, Tiêu Phương Trí được thụ hàm tướng và trở thành thứ sử của Giang châu (江州, nay thuộc Giang Tây), song khi đó ông mới chín tuổi.
Vào mùa đông năm 554, kinh đô Giang Lăng thất thủ trước quân Tây Ngụy. Lương Nguyên Đế bị bắt giữ rồi bị hành quyết vào khoảng tết năm 555, toàn bộ các huynh đệ còn sống sót của Tiêu Phương Trí cũng bị giết. Tây Ngụy lập đường huynh của Tiêu Phương Trí là Tiêu Sát làm hoàng đế triều Lương. Tuy nhiên, hầu hết các châu còn lại của Lương nằm dưới quyền kiểm soát của các tướng Vương Tăng Biện và Trần Bá Tiên, họ từ chối công nhận Tiêu Sát là hoàng đế. Thay vào đó, họ nghênh đón Tiêu Phương Trí đến Kiến Khang, thoạt đầu trao cho ông chức thái tể (太宰) và cho ông thực hiện quyền lực của hoàng đế về mặt chính thức. Vào mùa xuân năm 555, họ tuyên bố ông là Lương vương và đưa ông lên ngôi.
Trong khi đó, Bắc Tề Văn Tuyên Đế lại có kế hoạch riêng để đưa một người thân thiện với Bắc Tề trở thành hoàng đế Lương. Bắc Tề Văn Tuyên Đế phái Thượng Đảng vương Cao Hoán (高渙) đem quân hộ tống Tiêu Uyên Minh (bị Đông Ngụy bắt làm tù binh vào năm 547) trở về Lương. Ban đầu, Vương Tăng Biện từ chối đề nghị từ Bắc Tề và Tiêu Uyên Minh, song sau khi chịu một số thất bại trước quân Bắc Tề, ông ta đã trở nên lo sợ và quyết định chấp thuận để Tiêu Uyên Minh làm hoàng đế, đổi lại Tiêu Uyên Minh phải hứa lập Tiêu Phương Trí làm thái tử. Vào mùa hè năm 555, Tiêu Uyên Minh đến Kiến Khang và đăng cơ, song quyền kiểm soát quân sự vẫn nằm trong tay Vương Tăng Biện và Trần Bá Tiên. Tiêu Uyên Minh lập Tiêu Phương Trí làm thái tử theo đúng lời hứa hẹn.
Tuy nhiên, vào thu năm 555, do bất mãn trước việc Tiêu Uyên Minh trở thành hoàng đế, Trần Bá Tiên đã tiến hành tấn công bất ngờ vào Kiến Khang. Vương Tăng Biện bị bất ngờ nên đã để cho Trần Bá Tiên bắt giữ rồi hành quyết. Tiêu Uyên Minh thoái vị, Tiêu Phương Trí lên ngôi, tức Kính Đế.

## Trị vì
Kính Đế tôn mẹ Hạ quý phi làm hoàng thái hậu và phong Vương vương phi làm hoàng hậu. Tuy nhiên, quyền lực thực tế nằm trong tay Trần Bá Tiên.
Chiến tranh đã nổ ra ngay sau khi Kính Đế đăng cơ, các tướng trung thành với Vương Tăng Biện như Từ Tự Huy (徐嗣徽), Nhâm Ước (任約), Hầu Thiến (侯瑱), nữ tế của Vương là Đỗ Kham (杜龕), và huynh đệ của Vương là Vương Tăng Trí (王僧智), đều nổi dậy chống lại Trần Bá Tiên; Từ Tự Huy và Nhâm Ước tìm kiếm viện trợ của Bắc Tề. Vào mùa đông năm 555, quân Bắc Tề vượt Trường Giang vào lãnh thổ Lương để giúp Từ Tự Huy và Nhâm Ước, song ngay sau đó, liên quân đã lâm vào thế bế tắc ở gần Kiến Khang.
Khoảng tết năm 556, Trần Bá Tiên bao vây Thạch Đầu thành đang do quân Bắc Tề trấn giữ ở gần Kiến Khang, tướng lưu thủ thành là Liễu Đạt Ma (柳達摩) đã cầu hòa. Mặc dù Trần Bá Tiên không ủng hộ hòa bình với Bắc Tề, song do nghe theo ý của hầu hết các hạ thần trong triều, Trấn Bá Tiên đã đồng ý. Trần Bá Tiên cho đưa chất tôn của mình là Trần Đàm Lãng (陳曇朗), chất tôn của Kính Đế là Vĩnh Gia vương Tiêu Trang, và Vương Dân (王珉)- nhi tử của trọng thần Vương Xung (王沖), đến Bắc Tề làm con tin. Ông cho quân Bắc Tề triệt thoái, Từ Tự Huy và Nhâm Ước cũng đến Bắc Tề. Vào mùa xuân năm 556, Trần Bá Tiên đã giết chết Đỗ Kham. Vương Tăng Trí chạy sang Bắc Tề, và khu vực Kiến Khang phần lớn đã được bình định. Ngay sau đó, Hầu Thiến- người kiểm soát Giang châu- cũng chịu khuất phục.
Tuy nhiên, ngay sau đó liên quân Bắc Tề-Từ Tự Huy-Nhâm Ước lại tấn công Lương và lại tiến đến Kiến Khang vào hè năm 556. Trần Bá Tiên đã đánh bại liên quan vài lần, và cắt nguồn cung cấp lương thực, khiến liên quân phải chịu thảm bại. Từ Tự Huy cùng một lượng lớn các tướng lĩnh Bắc Tề đã bị bắt giữ và bị hành quyết. Trần Bá Tiên buộc Kính Đế phải sách phong cho mình làm Trường Thành huyện công, và sau đó là Nghĩa Hưng quận công. Tướng Vương Lâm khi đó đang kiểm soát Tương châu (湘州, nay thuộc Hồ Nam) và Dĩnh châu (郢州, nay thuộc đông bộ Hồ Bắc), đã không chịu nhận lệnh của Trần Bá Tiên, song vẫn công nhận Kính Đế.
Vào mùa xuân năm 557, thứ sử Quảng châu (廣州, nay là Quảng Đông) là Tiêu Bột (蕭勃) cho rằng Trần Bá Tiên có mưu đồ soán vị nên đã nổi dậy và cố gắng tiến về phía bắc. Tuy nhiên, ngay sau đó bộ tướng của Trần Bá Tiên là Chu Văn Dục (周文育) đã bắt được tướng Âu Dương Ngỗi của Tiêu Bột, các tướng của Tiêu Bột đã làm phản và giết chết ông ta.
Vào mùa hè năm 557, Trần Bá Tiên buộc Kính Đế phải tấn phong mình làm Trần công. Vào mùa đông năm 557, Trần Bá Tiên buộc Kính Đế tái phong mình làm Trần vương. Chỉ ba ngày sau đó, Trần Bá Tiên đã buộc Kính Đế phải thiện nhượng cho mình, lập ra triều đại Trần.

## Qua đời
Trần Vũ Đế phong cho Tiêu Phương Trí làm Giang Âm vương. Tuy nhiên, vào hè năm 558, Trần Vũ Đế đã phái sát thủ đi giết chết cựu hoàng đế. Do thiếu hoàng đế không có nhi tử, đường huynh đệ của ông là Tiêu Quý Khanh (蕭季卿) được phong làm Giang Âm vương để kế tập.